# Томорт
Томорт, або Томурти (спрощ.: 托木尔提峰; кит. трад.: 托木爾提峰; піньїнь: Tuōmù'ěrtí Fēng, англ. Tomort) — гора у гірському масиві Карликтаг, гірської системи Тянь-Шаню, у Центральній Азії, висотою — 4886 метрів. Розташована у Сіньцзян-Уйгурському автономному районі (СУАР), в Китаї.

## Географія
Найвища вершина у гірському масиві Карликтаг, в далекосхідній південній частині Тянь-Шаню, у центральній частині округу Хамі, на крайньому сході Сіньцзян-Уйгурського автономного району. Незважаючи на доволі невелику абсолютну висоту серед китайських піків, в значній мірі відокремлена від вищих місцевих піків, і отже, має доволі велику відносну висоту.
Абсолютна висота вершини 4886 метрів над рівнем моря. Відносна висота — 3243 м. За цим показником вершина займає 70-те місце у світі та 7-ме серед ультра-піків Центральної Азії. Топографічна ізоляція вершини відносно найближчої вищої гори Алтин-Шань (5830 м), яка розташована в східній частині гірського хребта Алтинтаг, становить 420,23 км. Найвище сідло вершини, відносно якого вимірюється її відносна висота — 1643 м.

## Підкорення
Вершину Томорт безуспішно намагалися підкорити китайські та японські альпіністські експедиції у 1996, 1997, 2000 та 2004 роках. Перше успішне, і єдине на сьогоднішній день, сходження було здійснене 15 серпня 2005 року невеликою групою Альпійського клубу Національної академії оборони Японії у складі Гіроюкі Катсукі та Коічіро Такагаші, під керівництвом Ісао Фукура. Вони охарактеризували вершину як: "рівне льодово-сніжне плато, довжиною в кілька кілометрів, з льодовиками, що звисають з усіх боків".